# US-Cuba Democracy PAC
US-Cuba Democracy PAC és un grup de pressió que fa tasques de lobby en el Congrés dels Estats Units i a la Casa Blanca, amb l'objectiu declarat de promoure una transició incondicional que porti a Cuba; la democràcia, l'imperi de la llei, i el lliure mercat.

## Activitats i objectius declarats
L'organització US-Cuba Democracy PAC fà tasques de lobby en el Congrés dels Estats Units, en diversos afers i en iniciatives legislatives entre elles;
- Oposar-se a quansevol projecte de llei que financiï l'existència prollongada del règim castrista.
- Donar coratge als membres del Congrés dels Estats Units, per a tractar de convèncer a les persones que formen part d'altres parlaments d'arreu del Mon, perquè donin suport a les legítimes aspiracions de llibertat del poble de Cuba.
- Defensar l'hemisferi occidental contra l'amenaça que pot representar el règim castrista.
- Preparar a la propera generació de líders democratics cubans.
- US-Cuba Democracy PAC dona el seu suport a candidats, que tenen un paper clau en els comitès del Congrés, que son responsables dels afers relacionats amb Cuba, i que han demostrat el seu suport a favor de la lluita pels Drets humans a Cuba.
- US-Cuba Democracy PAC té com a objectiu fer arribar la seva opinió als nous membres del Congrés, en un esforç per a crear un suport bipartisà a favor de l'embargament al règim castrista.

## Història
L'organització US-Cuba Democracy PAC va ser creada en el mes d'agost de l'any 2003.

## Membres importants
Anolan Ponce, Mauricio Claver-Carone, Gus Machado, Raul Masvidal, i Remedios Diaz Oliver.